# Феноспектр
Феноспектр (грец. phenomens — явище і лат. spectrum — представляти) — графічна форма відображення послідовності і тривалості проходження фенологічних фаз сезонного розвитку окремої рослини, виду або фітоценозу в цілому. Одним із основоположників застосування Ф. для зображення фенологічних матеріалів (1918) був австрійський геоботанік Гамс (нім. Gams); правда, ідея Ф. висловлювалася ще в 1903 р. В. М. Сукачовим.
Існують різні графічні прийоми побудови Ф., які дозволяють в компактній формі зобразити річний цикл розвитку  популяції, зміни ролі популяцій протягом вегетаційного розвитку, зміну фенологічних фаз, фенофазний стан популяції, фази сезонного розвитку всієї спільноти і т. д., що досягається використанням смуг різної (і мінливої) ширини і різним штрихуванням. Замальовка угруповання за методом В. В. Альохіна через певні часові інтервали протягом вегетаційного сезону також є прикладом складання Ф.